# Станция Кучуры
Станция Кучуры — посёлок Сенгилеевского района в составе Силикатненского городского поселения.

## География
Находится у железнодорожной линии Ульяновск-Сызрань на расстоянии примерно 27 километров по прямой на запад от районного центра — города Сенгилей.

## История
Основан в 1920-х гг., как станция лесовозной ж/д ветки от ст. Киндяковка МКЖД — Ясашно-Ташлинская. В 1930-х годах использовалась и для доставки природного камня. В 1942 году эта линия была соединена с ж/д линией Волжской рокады и построена станция «Кучуры». Посёлок же был основан в 1943-45 годах в связи со строительством кирпичного завода.

## Население
Население составляло 219 человек по переписи 2010 года.